# Manzanares (Colombia)
Manzanares is een gemeente in het Colombiaanse departement Caldas. De gemeente telt 18.143 inwoners (2005) en ligt 100 kilometer ten noordoosten van de departementshoofdstad Manizales op een hoogte van 1871 meter in de Cordillera Central.

## Geschiedenis
Het gebied waar Manzanares ligt, werd voor de komst van de Spaanse conquistadores bevolkt door de indianen pantácoras en marquetones bewoond. Deze groepen werden overwonnen door de Spanjaarden maar pas in 1863, toen de Verenigde Staten van Colombia, waar ook het huidige Panama toe behoorde, een onafhankelijk land was, werd de gemeente gesticht door paisas.

## Economie
De belangrijkste landbouw is de koffieteelt. Manzanares maakt deel uit van de Eje Cafetero, het Werelderfgoed ingericht rondom de koffieteelt in Colombia. De economische motoren van de gemeente zijn verder de veeteelt en andere landbouw; suikerriet en bananen.
Door El Niño zijn de winters kouder geworden wat de koffieteelt bedreigt.